# Aje Carlbom
Hans Anders Aje Carlbom, född 17 mars 1961 i Solna församling, Stockholms län, är en svensk socialantropolog och debattör.

## Biografi
I slutet av 1990-talet bodde Aje Carlbom i bostadsområdet Rosengård i Malmö i tre år för att studera relationerna mellan infödda svenskar och invandrade muslimer. Resultatet blev doktorsavhandlingen The imagined versus the real other. Multiculturalism and the representation of Muslims in Sweden (2003), en kritisk analys av svensk invandrardebatt och -politik, som lades fram vid Lunds universitet. Carlbom bedrev fältstudier med hustrun och kollegan Sara Johnsdotter.
Carlbom är bosatt i Lund, och är forskare och lärare vid Hälsa och samhälle vid Malmö universitet där han forskar om bland annat mångkultur, islamism och segregation. Dessutom har han skrivit bland annat rapporten Som Gud skapade oss tillsammans med Sara Johnsdotter, Asha Omar Geesdiir och Ali Elmi.
År 2010 publicerades antologin Goda sanningar? Om debattklimatet och den kritiska forskningens villkor med Carlbom och Sara Johnsdotter som redaktörer.
I juni 2017 fick Carlbom i uppdrag av Myndigheten för samhällsskydd och beredskap att granska det Muslimska brödraskapets verksamhet i Sverige.